# Siokunichthys herrei
Siokunichthys herrei är en fiskart som beskrevs av Earl Stannard Herald 1953. Siokunichthys herrei ingår i släktet Siokunichthys och familjen kantnålsfiskar. Inga underarter finns listade i Catalogue of Life.